# Oligosoma striatum
Oligosoma striatum là một loài thằn lằn trong họ Scincidae. Loài này được Buller mô tả khoa học đầu tiên năm 1871.

## Mô tả
Loài này có mõm nhọn, chiều dài từ mõm đến hậu môn đạt khoảng 76 mm. Cơ thể có màu nâu sẫm, với hai sọc màu kem nhạt chạy dọc theo chiều dài cơ thể.

## Phân bố và môi trường sống
Oligosoma striatum phân bố chủ yếu trên Đảo Bắc của New Zealand, kéo dài từ vùng Northland ở phía bắc đến vùng Taranaki ở phía nam. Loài này cũng xuất hiện trên Đảo Great Barrier và Đảo Little Barrier thuộc Vịnh Hauraki. Quần thể trên Đảo Great Barrier chiếm 50% tổng số ghi nhận về loài này trong giai đoạn từ năm 1992 đến năm 2022.
Loài này thường sinh sống trong các khu rừng bản địa rậm rạp, đặc biệt là những khu rừng mà cây Beilschmiedia tawa chiếm ưu thế. Chúng thường được tìm thấy dưới các khúc gỗ mục nát nằm trong bụi rậm hoặc dưới các khúc gỗ còn sót lại trên đồng cỏ sau khi rừng bị dọn sạch. Oligosoma striatum có lối sống ít di chuyển trên cây, thường xuất hiện trong tán rừng giữa các loài thực vật biểu sinh và cả trong những cây chết đứng.